# Districtul Wang Saphung
Wang Saphung (în thailandeză วังสะพุง) este un district (Amphoe) din provincia Loei, Thailanda, cu o populație de 109.424 de locuitori și o suprafață de 1.145,0 km².

## Componență
Districtul este subdivizat în 10 subdistricte (tambon), care sunt subdivizate în 141 de sate (muban).
| Nr. | Nume          | În thailandeză | Sate | Locuitori |
| --- | ------------- | -------------- | ---- | --------- |
| 01. | Wang Saphung  | วังสะพุง         | 13   | 15,821    |
| 02. | Sai Khao      | ทรายขาว        | 20   | 13,877    |
| 03. | Nong Ya Plong | หนองหญ้าปล้อง    | 20   | 16,006    |
| 04. | Nong Ngio     | หนองงิ้ว         | 09   | 05,067    |
| 05. | Pak Puan      | ปากปวน         | 11   | 07,784    |
| 06. | Pha Noi       | ผาน้อย          | 19   | 13,010    |
| 10. | Pha Bing      | ผาบิ้ง           | 06   | 04,564    |
| 11. | Khao Luang    | เขาหลวง        | 13   | 09,672    |
| 12. | Khok Khamin   | โคกขมิ้น         | 20   | 14,505    |
| 13. | Si Songkhram  | ศรีสงคราม       | 10   | 09,118    |

Numerele lipsă sunt subdistricte (tambon) care acum formează Erawan district.